# OV5 8
OV5 8 (Orbiting Vehicle 5 8), também denominado de ERS 19, foi um satélite artificial estadunidense lançado em 16 de agosto de 1968 por meio de um foguete Atlas SLV-3 a partir da Estação da Força Aérea de Cabo Canaveral.

## Características
O OV5 8 foi um dos membros que fracassou da família de satélites ERS (Environmental Research Satellites), pequenos satélites lançados como carga secundária junto com satélites maiores para fazer testes de tecnologia e estudos do ambiente espacial. O OV5 8 foi lançado no mesmo foguete que os satélites Orbiscal 1, Gridsphere 1, Gridsphere 2, Mylar Balloon, Rigidsphere, LCS 3, LIDOS, RM 18 & UVR, Radcat, SECOR 11, SECOR 12 e era dedicado a experimentos de fricção no vácuo.